# Иновроцлавски окръг
Иновроцлавски окръг (на полски: Powiat inowrocławski) е окръг в северната част на Централна Полша, Куявско-Поморско войводство. Заема площ от 1225,18 км2. Административен център е град Иновроцлав.

## География
Окръгът обхваща територии от историческите области Куявия и Великополша. Разположен е в южната част на войводството.

## Население
Населението на окръга възлиза на 164 965 души (2012 г.). Гъстотата е 135 души/км2.

## Административно деление
Административно окръгът е разделен на 9 общини.
Градска община:
- Иновроцлав

Градско-селски общини:
- Община Гневково
- Община Крушвица
- Община Пакошч
- Община Яниково

Селски общини:
- Община Домброва Бискупя
- Община Злотники Куявско
- Община Иновроцлав
- Община Ройево

## Фотогалерия
- Гневково
- Иновроцлав
- Крушвица
- Пакошч
- Яниково